# Conquereuil

Conquereuil este o comună în departamentul Loire-Atlantique, Franța. În 2009 avea o populație de 1,036 de locuitori.